# Irina Korotya
Irina Korotya (Rusia, 2 de septiembre de 1975) es una atleta rusa retirada especializada en la prueba de 110 m vallas, en la que ha conseguido ser medallista de bronce europea en 1998.

## Carrera deportiva
En el Campeonato Europeo de Atletismo de 1998 ganó la medalla de bronce en los 110 m vallas, con un tiempo de 12.85 segundos, llegando a meta tras la búlgara Svetla Dimitrova y la eslovena Brigita Bukovec (plata con 12.65 s).